# Thierry Jigourel
 (février 2021).
Si vous disposez d'ouvrages ou d'articles de référence ou si vous connaissez des sites web de qualité traitant du thème abordé ici, merci de compléter l'article en donnant les références utiles à sa vérifiabilité et en les liant à la section « Notes et références ».
Thierry Jigourel, né le 17 septembre 1960 à Lorient est un journaliste et écrivain français, spécialiste de la Bretagne et des pays celtiques. Il considère Lorient, qu'il écrit « An Oriant », grâce au festival qui s'y déroule depuis 1971, comme le creuset d'une celtitude idéale, à la fois enracinée, tolérante et ouverte sur le monde.

## Journalisme
C'est un spécialiste de la Bretagne, dans tous les domaines : géographie, musique, histoire ou spiritualité. Il collabore ou a collaboré aux magazines Pays de Bretagne, Armor Magazine, Ar Men, Artus, le Nouvel Ouest, Celtics, Histoire médiévale, Histoire antique, l'Art de la guerre, Histoire mondiale des conflits, Histoire et science des religions. Passionné par les mondes celtiques, il a multiplié les reportages en Irlande, Écosse, Pays de Galles ou États-Unis, pour le bimestriel Celtics et dirigé les rédactions allemande et espagnole du mensuel Celtica. Il a créé et dirigé la rédaction du mensuel Univers Celtes, dédié aux mondes celtiques sous tous leurs aspects.
Il travaille actuellement sur des scénarios de films documentaires, toujours liés au monde celtique.

## Autonomisme
Il est aussi spécialiste des mouvements autonomistes tant en France qu'en Europe. Il leur a déjà consacré un certain nombre d'articles dans la presse bretonne, française ou européenne.
Dans un ouvrage cosigné par Erwan Chartier et Ronan Larvor et consacré à la Question bretonne, il a vivement condamné toute forme de racisme et de totalitarisme.

## Néo-druidisme
Après avoir écrit de nombreux articles et enquêtes sur les mouvements néo-druidiques, il leur consacre un ouvrage de référence dans lequel il donne la parole à plusieurs protagonistes de ceux-ci en Bretagne (Coop Breizh 2002).

## Scénariste de bandes dessinées
Sa rencontre avec Jean-Luc Istin au stand d'Univers Celtes, au festival interceltique de Lorient de 2004, lui permet d'ajouter à ses activités de journaliste et d'auteur, celle de scénariste de bande dessinée. 

## L'histoire de la Bretagne en bande dessinée
À ce titre, il scénarise avec Nicolas Jarry une nouvelle histoire de la Bretagne en bande dessinée, en collaboration avec différents illustrateurs, publiée par Soleil productions. Six volumes sont parus depuis 2017. 
- avec Mankho, Colonel Armand, bande dessinée, éditions du Triomphe / Le Vent de l'Histoire, 2023.

## Publications
- Druides, modernité d'une tradition millénaire, Éditions Coop Breizh, Spézet
- La Ville d'Ys (Keltia editrice, Aoste) 2002
- Samain et autres récits (avec Gwendal Lazzara). F. Le Mat - Brest. 1998
- Bretagne, terre celtique, avec la coll. de Yvon Boëlle, Vilo. (coll. Mémoire des peuples).
- La Bretagne. Gründ - Paris. 2004, coll. Espaces de rêve
- Harpe celtique, le temps des enchanteurs, (éditions Celtics Chadenn). 2005. Témoignage au travers de nombreux artistes mondiaux tels que : Alan Stivell, Dominique Bouchaud, les frères Quefféléant, Gwenaël Kerléo, Kirjuhel, Deborah Henson-Conant, Janet Harbison, Vincenzo Zitello, Kristen Noguès et Névénoé, Mariannig Larc'hantec, Violaine Mayor, Grainne Hambly, Robin Huw Bowen, etc.
- La boule bretonne dans les Côtes d'Armor, éditions Fédération des amis de la lutte et des sports et jeux d'adresse de Bretagne (FALSAB) 2004
- Quimper et la Cornouaille, éditions Déclics, Paris 2005
- Perros-Guirec, Côte de Granit rose, éditions Déclics, Paris 2005
- Merlin, Tristan, Is et autres contes brittoniques, éditions Jean Picollec, 2005
- Festoù-Noz: Histoire et actualité d'une fête populaire (préf. Pascal Lamour), CPE, coll. « Reflets de terroir », 2009, 127 p. (ISBN 2845036833)
- Passeport pour le Pourquoi pas, Éditions Élytis, Bordeaux 2010
- Cornemuses de Bretagne, éditions CPE, 2011
- Les mystères du Finistère, éditions De Borée, 2012
- Encyclopédie de l'imaginaire celtique, éditions La Martinière, Paris, 2012
- Rok, 50 ans de musique électrifié en Bretagne, tome 2 (1990 -2013), « Une nouvelle vague celte », Éditions LADTK, 2013
- Fier d'être breton, cent bonnes raisons, éditions Ouest-France, Rennes, 2013
- Grands  rebelles et révoltés de  Bretagne, éditions Ouest-France, Rennes, 2013
- Anne de Bretagne, éditions Ouest-France, Rennes, 2014

Il a également participé à la rédaction d'ouvrages collectifs, tant en France qu'à l'étranger :
- Fées, elfes, dragons et autres créatures des royaumes de féeries (éditions Hoëbeke, Paris), sous la direction de Claudine Glot et de Michel Le Bris, du Centre Culturel Abbaye Notre-Dame de Daoulas en 2002.

Il est le scénariste avec Jean-Luc Istin de la série de bande dessinée Les Druides (éditions Soleil) avec Jacques Lamontagne au dessin (six tomes parus).